# Villette-de-Vienne
Pour les articles homonymes, voir Villette.
Villette-de-Vienne est une commune française située dans le département de l'Isère, en région Auvergne-Rhône-Alpes.
Ses habitants sont appelés les Villettois.

## Géographie

### Situation et description
La commune de Villette-de-Vienne est située dans l'arrondissement de Vienne, dans l'aire urbaine de Vienne et dans la 8e circonscription du département de l'Isère. Son territoire a une superficie de 1 100 hectares.

### Communes limitrophes
| Simandres | Marennes           | Chaponnay |
| Chuzelles | Villette-de-Vienne | Luzinay   |
| Chuzelles | Serpaize           | Serpaize  |

### Climat
Pour des articles plus généraux, voir Climat d'Auvergne-Rhône-Alpes et Climat de l'Isère.
En 2010, le climat de la commune est de type climat du Bassin du Sud-Ouest, selon une étude du Centre national de la recherche scientifique s'appuyant sur une série de données couvrant la période 1971-2000. En 2020, Météo-France publie une typologie des climats de la France métropolitaine dans laquelle la commune est dans une zone de transition entre le climat semi-continental et le climat de montagne et est dans une zone de transition entre les régions climatiques « Bourgogne, vallée de la Saône » et « Moyenne vallée du Rhône ». 
Pour la période 1971-2000, la température annuelle moyenne est de 12 °C, avec une amplitude thermique annuelle de 18,1 °C. Le cumul annuel moyen de précipitations est de 844 mm, avec 8,9 jours de précipitations en janvier et 6,2 jours en juillet. Pour la période 1991-2020, la température moyenne annuelle observée sur la station météorologique de Météo-France la plus proche, « Luzinay », sur la commune de Luzinay à 3 km à vol d'oiseau, est de 12,7 °C et le cumul annuel moyen de précipitations est de 928,1 mm,. Pour l'avenir, les paramètres climatiques de la commune estimés pour 2050 selon différents scénarios d'émission de gaz à effet de serre sont consultables sur un site dédié publié par Météo-France en novembre 2022.

### Hydrographie
Le territoire communal est traversé principalement par la rivière Sévenne, un modeste affluent du Rhône en sa rive gauche et d'une longueur de 21,8 km

## Urbanisme

### Typologie
Au 1er janvier 2024, Villette-de-Vienne est catégorisée bourg rural, selon la nouvelle grille communale de densité à sept niveaux définie par l'Insee en 2022.
Elle est située hors unité urbaine. Par ailleurs la commune fait partie de l'aire d'attraction de Lyon, dont elle est une commune de la couronne,. Cette aire, qui regroupe 397 communes, est catégorisée dans les aires de 700 000 habitants ou plus (hors Paris),.

### Occupation des sols
L'occupation des sols de la commune, telle qu'elle ressort de la base de données européenne d’occupation biophysique des sols Corine Land Cover (CLC), est marquée par l'importance des territoires agricoles (72,1 % en 2018), en diminution par rapport à 1990 (74,6 %). La répartition détaillée en 2018 est la suivante : 
terres arables (34,8 %), prairies (22,7 %), forêts (15 %), zones agricoles hétérogènes (14,6 %), zones urbanisées (9 %), zones industrielles ou commerciales et réseaux de communication (3,9 %). L'évolution de l’occupation des sols de la commune et de ses infrastructures peut être observée sur les différentes représentations cartographiques du territoire : la carte de Cassini (XVIIIe siècle), la carte d'état-major (1820-1866) et les cartes ou photos aériennes de l'IGN pour la période actuelle (1950 à aujourd'hui).

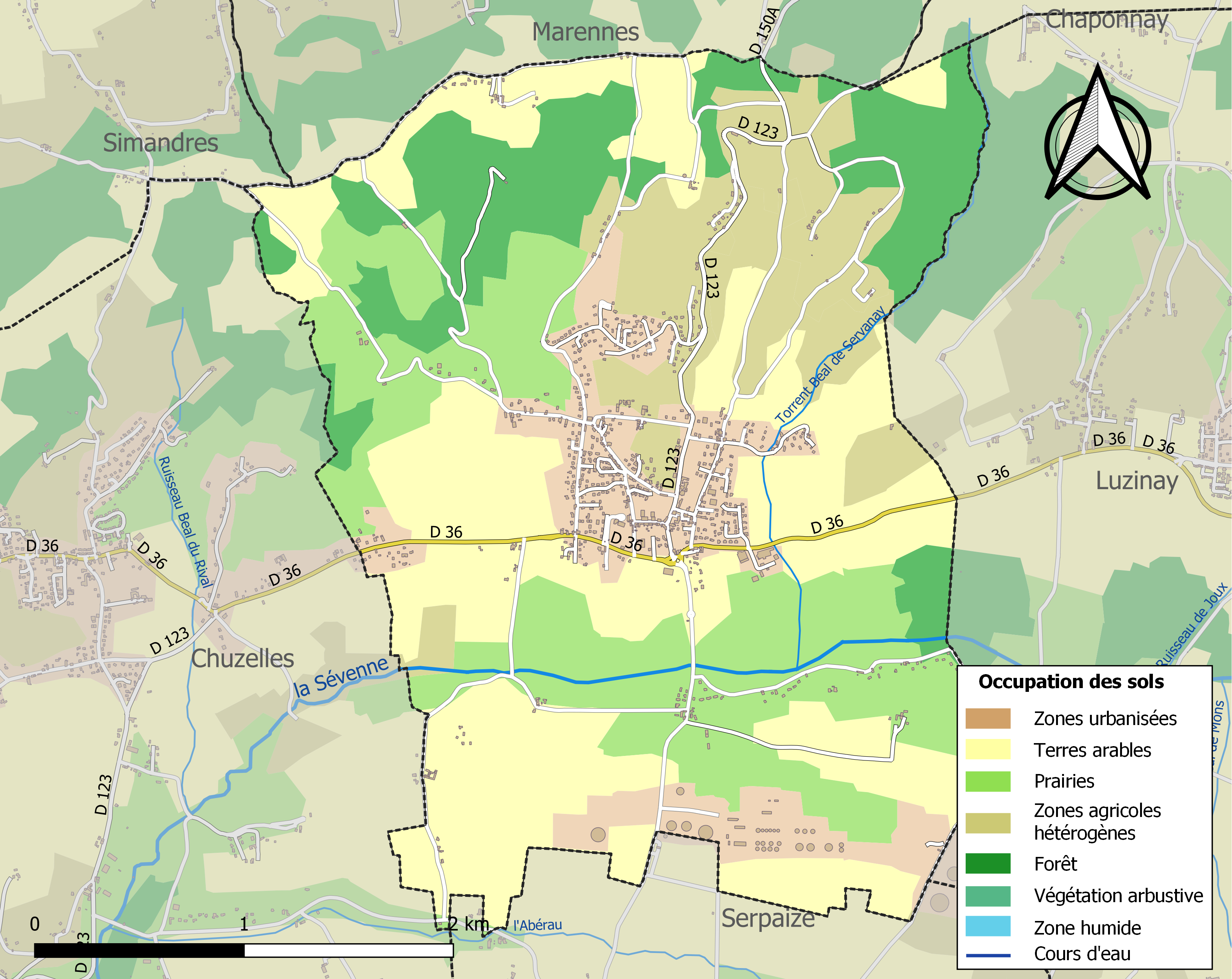
Carte des infrastructures et de l'occupation des sols de la commune en 2018 (CLC).

### Risques naturels et technologiques

#### Risques sismiques
L'ensemble du territoire de la commune de Villette-de-Vienne est situé en zone de sismicité n°3 (sur une échelle de 1 à 5), comme la plupart des communes de son secteur géographique.
| Type de zone | Niveau            | Définitions (bâtiment à risque normal) |
| ------------ | ----------------- | -------------------------------------- |
| Zone 3       | Sismicité modérée | accélération = 1,1 m/s2                |

## Toponymie
Villette : De l'oïl villette, « petite maison des champs », ou « très petite ville ».

## Histoire
La commune, créée à la Révolution française, était appelée Villette-Serpaize et Thuzel. Le décret no 4602 du 22 juin 1875 a créé la commune de Chuzelles par séparation d'avec la commune de Villette-Serpaize.
La loi du 12 août 1926 a créé la commune de Serpaize avec des portions de territoire des communes de Villette, Luzinay, Septème et Vienne.

## Politique et administration

### Liste des maires
| Période                                  | Période          | Identité           | Étiquette | Qualité                |
| ---------------------------------------- | ---------------- | ------------------ | --------- | ---------------------- |
| Les données manquantes sont à compléter. |                  |                    |           |                        |
| 1900                                     | 1919             | Étienne Gounon     |           |                        |
| 1919                                     | 1925             | Jules Manin        |           |                        |
| 1925                                     | 1929             | Jean Piroird       |           |                        |
| 1929                                     | 1937             | Joseph Blain       |           |                        |
| 1937                                     | 1953             | Marius Janin       |           |                        |
| 1953                                     | 1971             | Claudius Romet     |           |                        |
| 1971                                     | 1986             | Roger Chenavier    |           |                        |
| 1986                                     | 2001             | Robert Tremouilhac |           |                        |
| 2001                                     | 2014             | Robert Chaudier    |           |                        |
| 2014                                     | mai 2020         | Bernard Louis      |           |                        |
| mai 2020                                 | mai 2024 (décès) | Jean Tissot        | SE        | Ancien cadre           |
| mai 2024                                 |                  | Cristelle Veillard | SE        | Professeure des écoles |

## Population et société

### Démographie
L'évolution du nombre d'habitants est connue à travers les recensements de la population effectués dans la commune depuis 1793. Pour les communes de moins de 10 000 habitants, une enquête de recensement portant sur toute la population est réalisée tous les cinq ans, les populations de référence des années intermédiaires étant quant à elles estimées par interpolation ou extrapolation. Pour la commune, le premier recensement exhaustif entrant dans le cadre du nouveau dispositif a été réalisé en 2008.

En 2022, la commune comptait 1 979 habitants, en évolution de +8,68 % par rapport à 2016 (Isère : +3,07 %, France hors Mayotte : +2,11 %).
| 1793 | 1800 | 1806 | 1821  | 1831  | 1836  | 1841  | 1846  | 1851  |
| ---- | ---- | ---- | ----- | ----- | ----- | ----- | ----- | ----- |
| 898  | 983  | 979  | 1 189 | 1 397 | 1 478 | 1 549 | 1 602 | 1 551 |

| 1856  | 1861  | 1866  | 1872  | 1876 | 1881 | 1886 | 1891 | 1896 |
| ----- | ----- | ----- | ----- | ---- | ---- | ---- | ---- | ---- |
| 1 410 | 1 459 | 1 380 | 1 312 | 688  | 638  | 656  | 614  | 595  |

| 1901 | 1906 | 1911 | 1921 | 1926 | 1931 | 1936 | 1946 | 1954 |
| ---- | ---- | ---- | ---- | ---- | ---- | ---- | ---- | ---- |
| 556  | 571  | 526  | 523  | 502  | 376  | 357  | 342  | 359  |

| 1962 | 1968 | 1975 | 1982 | 1990  | 1999  | 2006  | 2008  | 2013  |
| ---- | ---- | ---- | ---- | ----- | ----- | ----- | ----- | ----- |
| 391  | 445  | 614  | 948  | 1 087 | 1 173 | 1 427 | 1 500 | 1 707 |

| 2018  | 2022  | - | - | - | - | - | - | - |
| ----- | ----- | - | - | - | - | - | - | - |
| 1 923 | 1 979 | - | - | - | - | - | - | - |

### Enseignement
Les établissements scolaires sont rattachés à l'académie de Grenoble.

### Médias
Historiquement, le quotidien à grand tirage Le Dauphiné libéré consacre, chaque jour, y compris le dimanche, dans son édition du Nord-Isère (Vienne), un ou plusieurs articles à l'actualité du canton et quelquefois de la commune, ainsi que des informations sur les éventuelles manifestations locales, les travaux routiers, et autres événements divers à caractère local.
La commune est située sur l'aire de diffusion de radio Ici Isère, une radio publique qui émet sur tout le territoire du département de l'Isère.

### Cultes
La communauté catholique et l'église de Villette-de-Vienne (propriété de la commune) sont desservies par la paroisse Sainte Blandine des deux vallées, elle-même rattachée au diocèse de Grenoble-Vienne.

## Culture et patrimoine

### Lieux et monuments
- L'église Saint-Maurice de Villette-de-Vienne
- Le château Feuillant
- Le château d’Illins : une famille d'Illins est mentionnée depuis le XIIe siècle. Le château est détruit en 1633.
- La Tête de Tutela, tête de déesse en bronze trouvée dans un champ en 1859.
- Le sarcophage (tombeau ancien)[25].
- Le moulin, datant de 1840 et dont la roue fut remplacée par une turbine en 1936[26].

### Héraldique
L'emblème de Villette-de-Vienne a été réalisé en 1985.
La poire marque l'originalité du village. Le cœur du village est planté de poiriers dont certains sont centenaires. On en tire l'eau de vie : la Poirée, spécialité appréciée de par le monde.
L'orme symbolise le rattachement de la commune à la ville de Vienne dont il est l'emblème. La place de l'Orme était un lieu d'asile et de justice.
Le dauphin rappelle l'appartenance de Villette-de-Vienne à l'ancienne province du Dauphiné. En 1110, Guigues IV d'Albon l'insère dans ses armoiries en prenant le titre de Dauphin.
| Blason de Villette-de-Vienne | Blason  | Parti : au premier coupé: d'azur à une poire feuillée d'or, de gueules à un orme d'argent et une feuille de sinople brochant sur ce dernier ; au second d'or à un dauphin d'azur, crêté, barbé, loré, peautré et oreillé de gueules. |
| Blason de Villette-de-Vienne | Détails | Le statut officiel du blason reste à déterminer. |